# Mikalojus Konstantinas Čiurlionis
Mikalojus Konstantinas Čiurlionis, también conocido como M. K. Čiurlionis (Senoji Varéna, Gobernación de Vilnius, Lituania el 22 de septiembre de 1875 – Marki, Polonia el 10 de abril de 1911). Fue un pintor y compositor lituano. Čiurlionis contribuyó al simbolismo y al art nouveau y fue representativo de la época del fin de siècle. Durante su corta vida compuso alrededor de 250 piezas musicales y pintó alrededor de 300 cuadros. La mayoría de sus pinturas se encuentran en el Museo Nacional de Arte M. K. Čiurlionis en Kaunas, Lituania. Sus obras han influido profundamente en la cultura lituana moderna. 

## Conmemoración
El asteroide (2420) Čiurlionis lleva su nombre.

## Obras seleccionadas

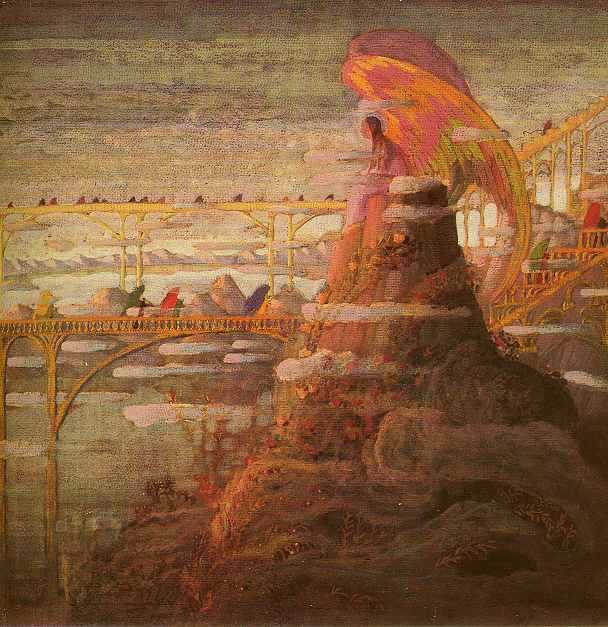
Ángel. 1908-1909
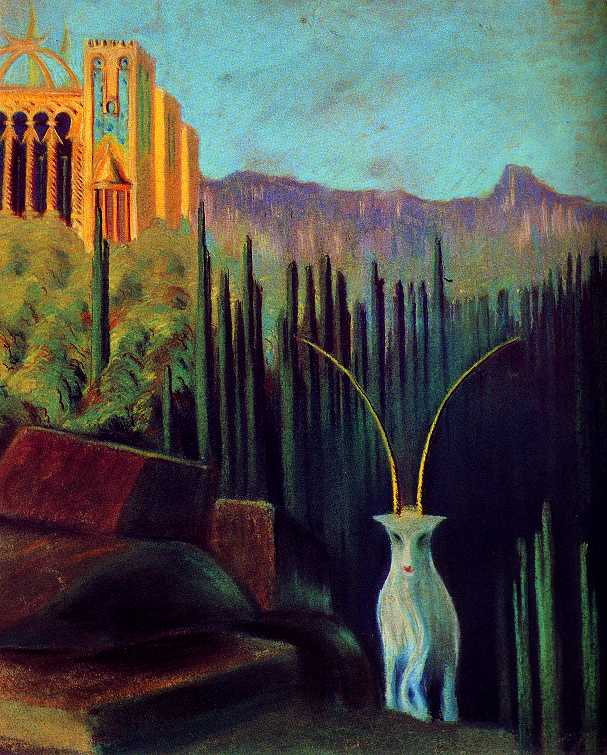
Capricornio. 1904
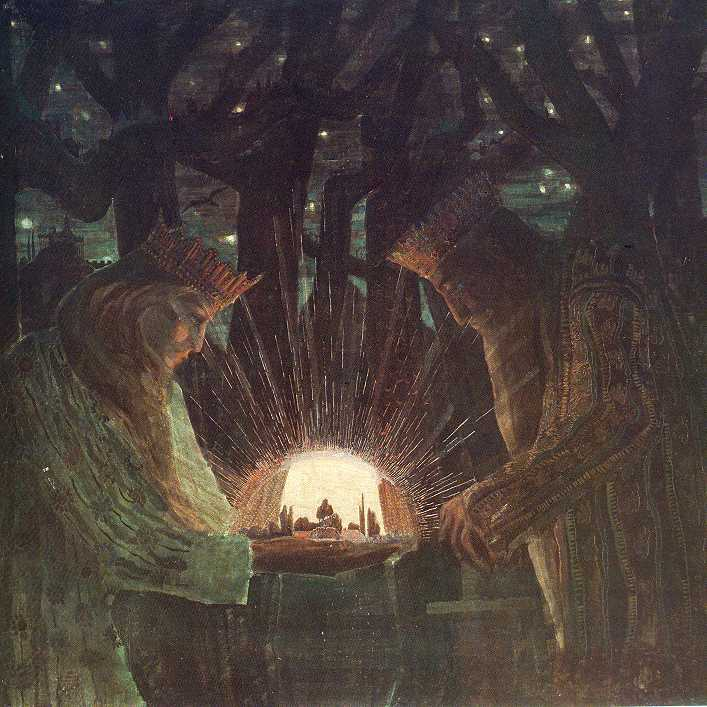
Cuento de los reyes. 1904-1905
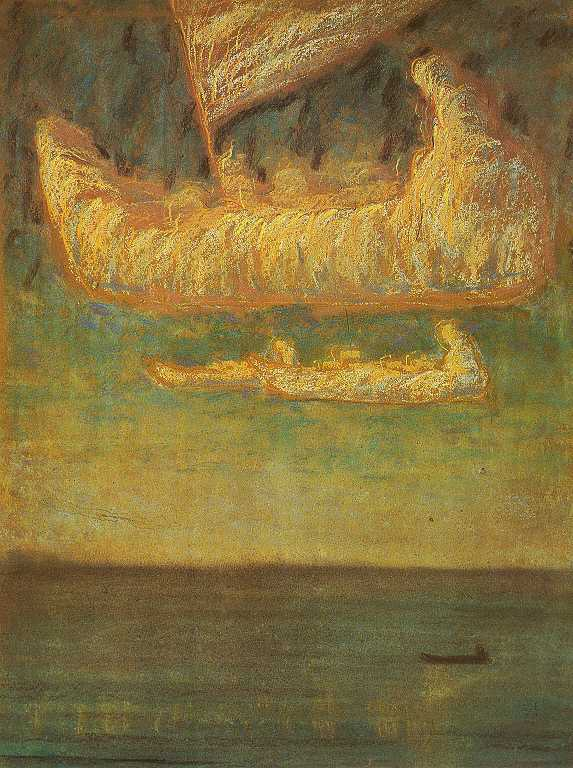
Nave. Nieblas. 1906
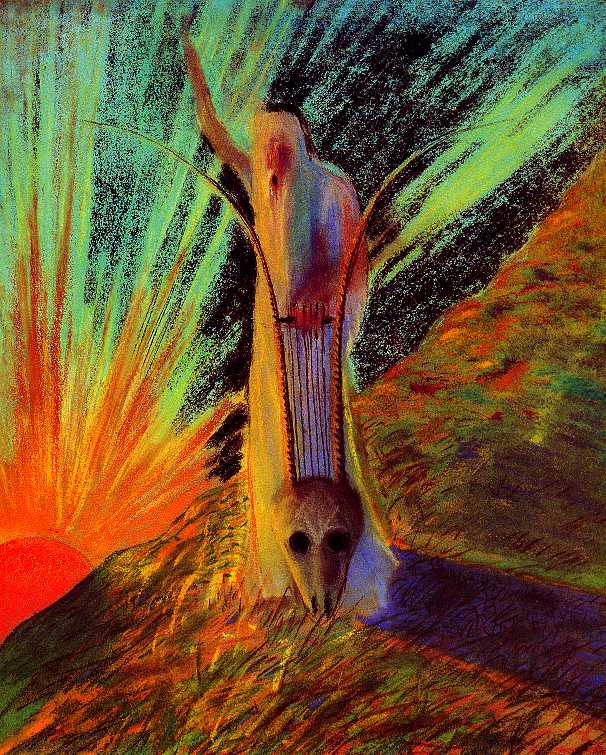
Madrugada. 1904
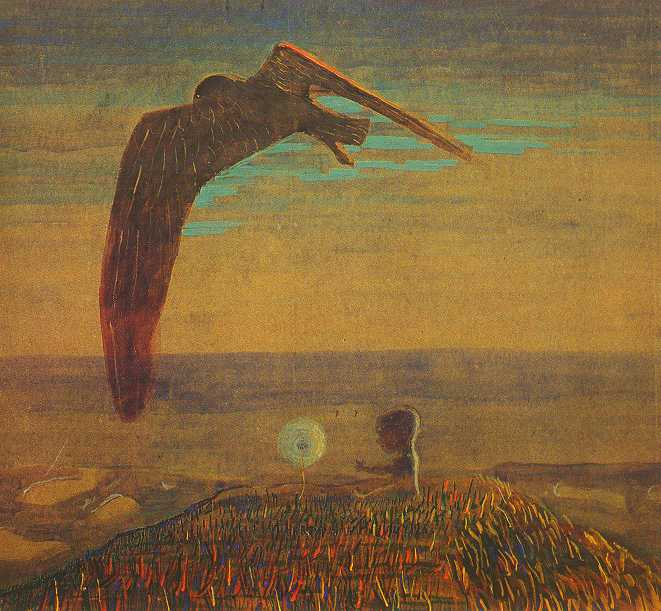
Cuento de hadas. 1907
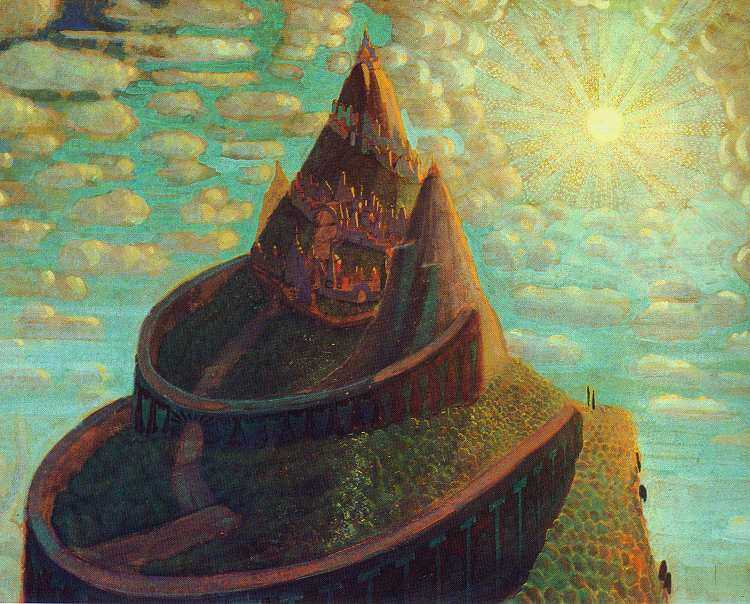
Castillo.1909
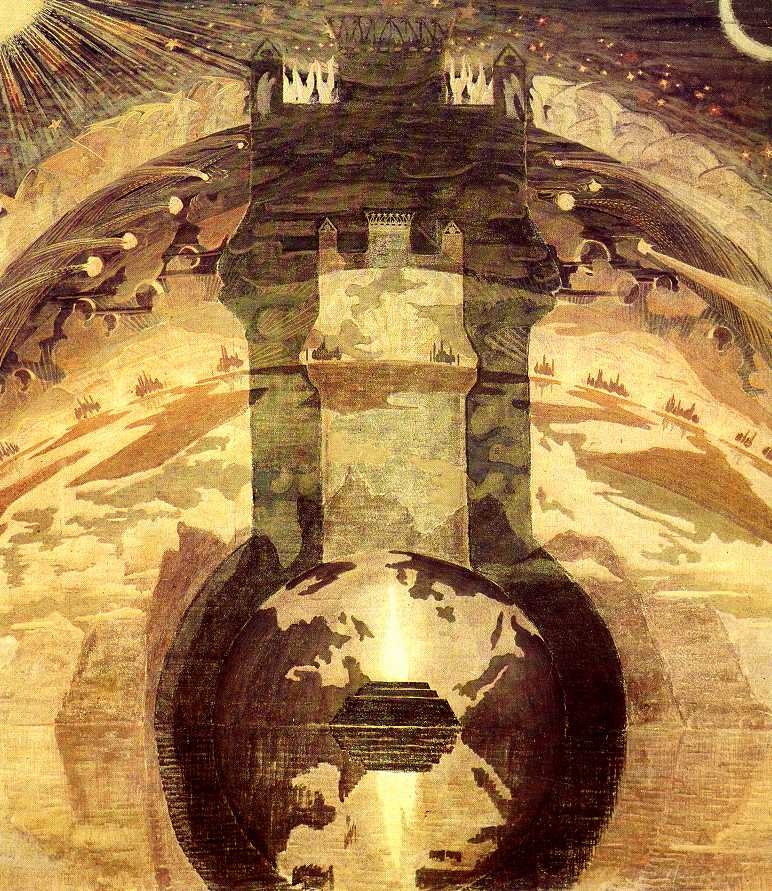
Rex. 1909
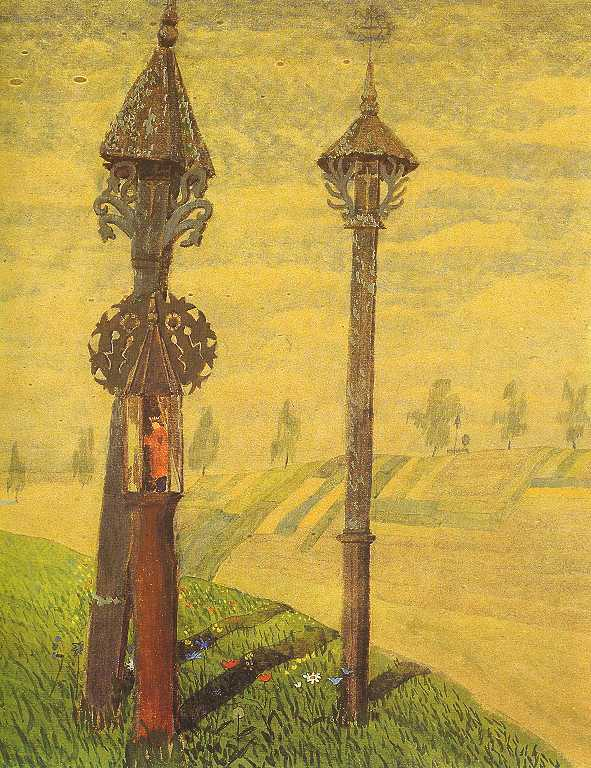
Las cruces de Samogitia. 1909
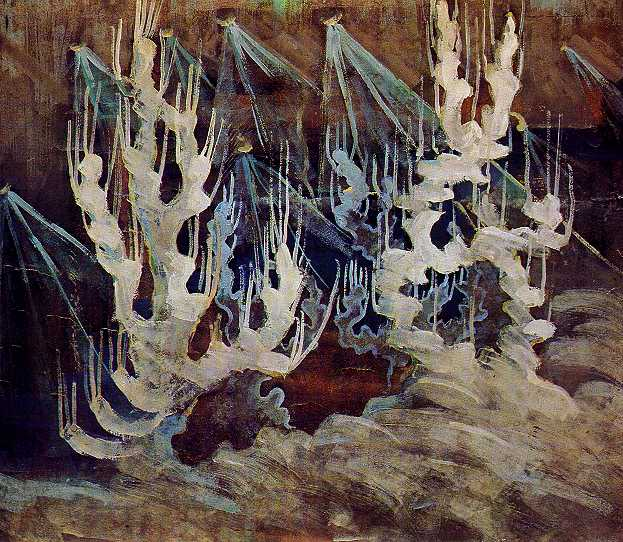
Invierno IV 1906-1907